# João Lopes da Cruz
João Lopes da Cruz (Linhares, 4 de Agosto de 1851 - Carrazeda de Ansiães, Julho de 1913) foi um empresário e empreiteiro ferroviário português.

## Biografia
Nascido em 1851, emigrou para o Rio de Janeiro, Brasil, em 1870, tendo começado por ser caixeiro de profissão mas enriquecendo.
Em 1873 regressou a Portugal e começou a comprar propriedades e a emprestar dinheiro a juros sob hipoteca.
Tinha experiência na construção de estradas. 
Foi-lhe adjudicada a construção de várias grandes obras rodoviárias, entre 1888 e 1892, tendo ganho uma elevada experiência na execução e gestão de grandes obras públicas; apresentou-se, em 1902, como o único concorrente ao concurso, organizado pelo Conselho de Administração da companhia dos Caminhos de Ferro do Estado, para a construção do Caminho de Ferro de Mirandella a Bragança. A sua proposta foi aceite, tendo um contrato sido lavrado, de forma provisória, pelo Ministério das Obras Públicas, Comércio e Indústria, em 19 de Abril do mesmo ano. A concessão definitiva foi-lhe atribuída em 24 de Maio, tendo, no entanto, efectuado o trespasse à Companhia Nacional de Caminhos de Ferro no dia 30 de Junho do ano seguinte.
Em sua homenagem, a artéria junto ao antigo edifício da Estação Ferroviária de Bragança recebeu o nome de Avenida João da Cruz.

## Família
Teve 10 filhos de 3 mulheres diferentes.